# Manon Costard
Manon Costard, née le 15 août 1991 à Marseille, est une skieuse nautique française.

## Carrière
Manon Costard est médaillée d'argent en général aux Jeux mondiaux de 2009 à Kaohsiung.
Aux Championnats du monde de ski nautique en 2017 à Paris, elle est médaillée d'argent par équipe et médaillée de bronze au slalom.
Elle remporte la médaille d'or en slalom lors des Championnats du monde en 2019 à Putrajaya.